# Élections cantonales de 2004 dans l'Aisne
Les élections cantonales ont eu lieu les 21 et 28 mars 2004.
Lors de ces élections, 21 des 42 cantons de l'Aisne ont été renouvelés. Elles ont vu la reconduction de la majorité socialiste dirigée par Yves Daudigny, président du conseil général depuis 2001.

## Contexte départemental

### Assemblée départementale sortante
Le conseil général de l'Aisne est présidé par Yves Daudigny (PS). Il comprend 42 conseillers généraux issus des 42 cantons de l'Aisne. 21 d'entre eux sont renouvelables lors de ces élections. 
| Parti                             | Sigle | Élus |
| --------------------------------- | ----- | ---- |
| Majorité (26 sièges)              |       |      |
| Parti socialiste                  | PS    | 16   |
| Initiative démocratique de gauche | IDG   | 5    |
| Parti communiste français         | PCF   | 4    |
| Parti radical de gauche           | PRG   | 1    |
| Opposition (16 sièges)            |       |      |
| Divers droite                     | DVD   | 10   |
| Union pour un mouvement populaire | UMP   | 6    |
| Président du Conseil général      |       |      |
| Yves Daudigny (PS)                |       |      |

## Résultats à l’échelle du département
Répartition départementale des résultats (2e tour).
- PCF (9,83 %)
- PS (30,42 %)
- DVG (10,31 %)
- UMP (22,7 %)
- UDF (1,75 %)
- DVD (9,92 %)
- FN (15,07 %)

| Étiquette      | Étiquette                          | Premier tour | Premier tour | Second tour | Second tour | Sièges |
| Étiquette      | Étiquette                          | Voix         | %            | Voix        | %           | Sièges |
| -------------- | ---------------------------------- | ------------ | ------------ | ----------- | ----------- | ------ |
|                | Parti socialiste                   | 34 458       | 30,95        | 23 373      | 30,42       | 10     |
|                | Parti communiste français          | 9 317        | 8,37         | 7 553       | 9,83        | 1      |
|                | Divers gauche                      | 9 053        | 8,13         | 7 921       | 10,31       | 3      |
|                | Extrême gauche                     | 5 340        | 4,80         |             |             |        |
|                | Les Verts                          | 1 093        | 0,98         |             |             |        |
|                | Parti radical de gauche            | 437          | 0,39         |             |             |        |
| Gauche         | Gauche                             | 59 698       | 53,62        | 38 847      | 50,56       | 14     |
|                |                                    |              |              |             |             |        |
|                | Front national                     | 18 494       | 16,61        | 11 575      | 15,07       | 0      |
|                | Union pour un mouvement populaire  | 18 231       | 16,38        | 17 442      | 22,70       | 4      |
|                | Divers droite                      | 11 875       | 10,67        | 7 618       | 9,92        | 3      |
|                | Union pour la démocratie française | 1 791        | 1,61         | 1 342       | 1,75        | 0      |
| Droite         | Droite                             | 50 391       | 45,27        | 37 977      | 49,44       | 7      |
|                |                                    |              |              |             |             |        |
|                | Divers                             | 641          | 0,58         |             |             |        |
|                | Écologistes divers                 | 600          | 0,54         |             |             |        |
|                |                                    |              |              |             |             |        |
| Inscrits       | Inscrits                           | 177 528      | 100,00       | 117 140     | 100,00      |        |
| Abstention     | Abstention                         | 61 746       | 34,78        | 36 221      | 30,92       |        |
| Votants        | Votants                            | 115 782      | 65,22        | 80 919      | 69,08       |        |
| Blancs et nuls | Blancs et nuls                     | 4 452        | 3,85         | 4 095       | 5,06        |        |
| Exprimés       | Exprimés                           | 111 330      | 96,15        | 76 824      | 94,94       |        |

### Résultats en nombre de sièges
| Parti | Sièges mis en jeu | Élus | Évolution |
| ----- | ----------------- | ---- | --------- |
| UMP   | 3                 | 4    | +1        |
| PS    | 10                | 10   | =         |
| DVD   | 4                 | 3    | -1        |
| DVG   | 3                 | 3    | =         |
| PCF   | 1                 | 1    | =         |

### Assemblée départementale à l'issue des élections
| Parti                             | Sigle | Élus |
| --------------------------------- | ----- | ---- |
| Majorité (26 sièges)              |       |      |
| Parti socialiste                  | PS    | 16   |
| Initiative démocratique de gauche | IDG   | 5    |
| Parti communiste français         | PCF   | 4    |
| Parti radical de gauche           | PRG   | 1    |
| Opposition (16 sièges)            |       |      |
| Divers droite                     | DVD   | 9    |
| Union pour un mouvement populaire | UMP   | 7    |
| Président du Conseil général      |       |      |
| Yves Daudigny (PS)                |       |      |

### Liste des élus
| Canton               | Conseiller sortant    | Étiquette | Étiquette | Candidat élu          | Étiquette | Étiquette |
| -------------------- | --------------------- | --------- | --------- | --------------------- | --------- | --------- |
| Anizy-le-Château     | Daniel Counot         |           | DVG       | Daniel Counot         |           | DVG       |
| Bohain-en-Vermandois | Michel Collet         |           | PS        | Michel Collet         |           | PS        |
| Braine               | Jacques Pelletier*    |           | DVD       | Ernest Templier       |           | DVD       |
| La Capelle           | Jean Fossier*         |           | DVD       | Fédéric Meura         |           | UMP       |
| Château-Thierry      | Jacques Krabal        |           | PRG       | Jacques Krabal        |           | PRG       |
| Chauny               | Jean-Luc Lanouilh     |           | PCF       | Jean-Luc Lanouilh     |           | PCF       |
| Craonne              | Philippe Malpezzi     |           | UMP       | Noël Genteur          |           | DVG       |
| Fère-en-Tardenois    | Jacques Hurmane       |           | DVG       | Isabelle Vasseur      |           | UMP       |
| Laon-Nord            | Fawaz Karimet         |           | PS        | Fawaz Karimet         |           | PS        |
| Marle                | Yves Daudigny         |           | PS        | Yves Daudigny         |           | PS        |
| Neufchâtel-sur-Aisne | Philippe Timmerman    |           | DVD       | Philippe Timmerman    |           | DVD       |
| Nouvion-en-Thiérache | Guy Vérin             |           | UDF       | Thierry Thomas        |           | PS        |
| Ribemont             | Michel Potelet        |           | PS        | Michel Potelet        |           | PS        |
| Sains-Richaumont     | Annick Garin*         |           | UDF       | Michel Lefevre        |           | PS        |
| Saint-Quentin-Centre | Anne Fereira          |           | PS        | Colette Bleriot       |           | UMP       |
| Saint-Quentin-Nord   | Jérôme Lavrilleux     |           | UMP       | Jérôme Lavrilleux     |           | UMP       |
| Sissonne             | Pierre-Marie Lebée    |           | PS        | Pierre-Marie Lebée    |           | PS        |
| Vailly-sur-Aisne     | Annick Venet          |           | DVD       | Annick Venet          |           | DVD       |
| Vermand              | Thierry Lefevre       |           | DVG       | Thierry Lefevre       |           | DVG       |
| Vervins              | Jean-Pierre Balligand |           | PS        | Jean-Pierre Balligand |           | PS        |
| Vic-sur-Aisne        | Raymond Guéhenneux    |           | PS        | Raymond Guéhenneux    |           | PS        |

*Conseillers généraux sortants ne se représentant pas

## Résultats par canton

### Canton d'Anizy-le-Château
| Candidats      | Candidats       | Étiquette      | Premier tour | Premier tour |
| Candidats      | Candidats       | Étiquette      | Voix         | %            |
| -------------- | --------------- | -------------- | ------------ | ------------ |
|                | Daniel Counot*  | DVG            | 2 463        | 55,16        |
|                | Régis de Buttet | DVD            | 771          | 17,27        |
|                | Éric Gregoire   | FN             | 750          | 16,80        |
|                | Claire Ledoux   | EXG            | 481          | 10,77        |
|                |                 |                |              |              |
| Inscrits       | Inscrits        | Inscrits       | 7 165        | 100,00       |
| Abstention     | Abstention      | Abstention     | 2 515        | 35,10        |
| Votants        | Votants         | Votants        | 4 650        | 64,90        |
| Blancs et nuls | Blancs et nuls  | Blancs et nuls | 185          | 3,98         |
| Exprimés       | Exprimés        | Exprimés       | 4 465        | 96,02        |

*sortant

### Canton de Bohain-en-Vermandois
| Candidats      | Candidats           | Étiquette      | Premier tour | Premier tour | Second tour | Second tour |
| Candidats      | Candidats           | Étiquette      | Voix         | %            | Voix        | %           |
| -------------- | ------------------- | -------------- | ------------ | ------------ | ----------- | ----------- |
|                | Michel Collet*      | PS             | 2 197        | 34,34        | 3 313       | 49,16       |
|                | Roger Scailteux     | DVD            | 1 474        | 23,04        | 2 058       | 30,54       |
|                | Gérard Legrand      | FN             | 1 233        | 19,27        | 1 368       | 20,30       |
|                | Paul Blandin        | PCF            | 1 082        | 16,91        | Retrait     | Retrait     |
|                | Jean-Claude Chuquet | EXG            | 274          | 4,28         |             |             |
|                | Nora Ahmed Ali      | Verts          | 137          | 2,14         |             |             |
|                |                     |                |              |              |             |             |
| Inscrits       | Inscrits            | Inscrits       | 10 119       | 100,00       | 10 119      | 100,00      |
| Abstention     | Abstention          | Abstention     | 3 440        | 34,00        | 3 106       | 30,69       |
| Votants        | Votants             | Votants        | 6 679        | 66,00        | 7 013       | 69,31       |
| Blancs et nuls | Blancs et nuls      | Blancs et nuls | 282          | 4,22         | 274         | 3,91        |
| Exprimés       | Exprimés            | Exprimés       | 6 397        | 95,78        | 6 739       | 96,09       |

*sortant

### Canton de Braine
| Candidats      | Candidats         | Étiquette      | Premier tour | Premier tour | Second tour | Second tour |
| Candidats      | Candidats         | Étiquette      | Voix         | %            | Voix        | %           |
| -------------- | ----------------- | -------------- | ------------ | ------------ | ----------- | ----------- |
|                | Ernest Templier   | DVD            | 1 545        | 31,21        | 3 285       | 70,98       |
|                | Dominique Guidoux | FN             | 760          | 15,35        | 1 343       | 29,02       |
|                | Michel Teneur     | DVG            | 696          | 14,06        |             |             |
|                | Alain Lejeune     | PS             | 689          | 13,92        |             |             |
|                | Stéphane Weber    | DVD            | 646          | 13,05        |             |             |
|                | Bernard Guyot     | DVD            | 248          | 5,01         |             |             |
|                | Aimé Mollion      | PCF            | 198          | 4,00         |             |             |
|                | Francis Nautre    | ECO            | 168          | 3,39         |             |             |
|                |                   |                |              |              |             |             |
| Inscrits       | Inscrits          | Inscrits       | 7 755        | 100,00       | 7 755       | 100,00      |
| Abstention     | Abstention        | Abstention     | 2 644        | 34,09        | 2 551       | 32,89       |
| Votants        | Votants           | Votants        | 5 111        | 65,91        | 5 204       | 67,11       |
| Blancs et nuls | Blancs et nuls    | Blancs et nuls | 161          | 3,15         | 576         | 11,07       |
| Exprimés       | Exprimés          | Exprimés       | 4 950        | 96,85        | 4 628       | 88,93       |

### Canton de La Capelle
| Candidats      | Candidats          | Étiquette      | Premier tour | Premier tour | Second tour | Second tour |
| Candidats      | Candidats          | Étiquette      | Voix         | %            | Voix        | %           |
| -------------- | ------------------ | -------------- | ------------ | ------------ | ----------- | ----------- |
|                | Henri Brossier     | PS             | 984          | 24,24        | 1 670       | 38,95       |
|                | Frédéric Meura     | UMP            | 888          | 21,88        | 1 884       | 43,95       |
|                | Françoise Delahaye | FN             | 707          | 17,42        | 733         | 17,10       |
|                | Guy Meresse        | DVD            | 522          | 12,86        |             |             |
|                | Jean Fossier       | UDF            | 406          | 10,00        |             |             |
|                | Robert Prusse      | DVD            | 225          | 5,54         |             |             |
|                | Sylvie Brel        | Verts          | 170          | 4,19         |             |             |
|                | André Monnier      | EXG            | 157          | 3,87         |             |             |
|                |                    |                |              |              |             |             |
| Inscrits       | Inscrits           | Inscrits       | 6 292        | 100,00       | 6 292       | 100,00      |
| Abstention     | Abstention         | Abstention     | 2 019        | 32,09        | 1 825       | 29,01       |
| Votants        | Votants            | Votants        | 4 273        | 67,91        | 4 467       | 70,99       |
| Blancs et nuls | Blancs et nuls     | Blancs et nuls | 214          | 5,01         | 180         | 4,03        |
| Exprimés       | Exprimés           | Exprimés       | 4 059        | 94,99        | 4 287       | 95,97       |

### Canton de Château-Thierry
| Candidats      | Candidats        | Étiquette      | Premier tour | Premier tour |
| Candidats      | Candidats        | Étiquette      | Voix         | %            |
| -------------- | ---------------- | -------------- | ------------ | ------------ |
|                | Jacques Krabal*  | PS             | 6 701        | 60,27        |
|                | Daniel Le Roux   | UMP            | 1 735        | 15,60        |
|                | Daniele Duchesne | FN             | 1 626        | 14,62        |
|                | Jean-Luc Allioux | PCF            | 691          | 6,21         |
|                | Francis Garcia   | EXG            | 366          | 3,29         |
|                |                  |                |              |              |
| Inscrits       | Inscrits         | Inscrits       | 18 854       | 100,00       |
| Abstention     | Abstention       | Abstention     | 7 348        | 38,97        |
| Votants        | Votants          | Votants        | 11 506       | 61,03        |
| Blancs et nuls | Blancs et nuls   | Blancs et nuls | 387          | 3,36         |
| Exprimés       | Exprimés         | Exprimés       | 11 119       | 96,64        |

*sortant

### Canton de Chauny
| Candidats      | Candidats           | Étiquette      | Premier tour | Premier tour | Second tour | Second tour |
| Candidats      | Candidats           | Étiquette      | Voix         | %            | Voix        | %           |
| -------------- | ------------------- | -------------- | ------------ | ------------ | ----------- | ----------- |
|                | Jean-Luc Lanouilh*  | PCF            | 4 417        | 44,23        | 7 553       | 73,72       |
|                | Harry Christof      | FN             | 2 002        | 20,05        | 2 693       | 26,28       |
|                | Gilbert Brassart    | UMP            | 1 567        | 15,69        |             |             |
|                | Mario Lirussi       | PS             | 1 020        | 10,21        |             |             |
|                | Gérard Gatterre     | SE             | 641          | 6,42         |             |             |
|                | Jean-Henri Drombois | EXG            | 339          | 3,39         |             |             |
|                |                     |                |              |              |             |             |
| Inscrits       | Inscrits            | Inscrits       | 16 801       | 100,00       | 16 801      | 100,00      |
| Abstention     | Abstention          | Abstention     | 6 510        | 38,75        | 5 826       | 34,68       |
| Votants        | Votants             | Votants        | 10 291       | 61,25        | 10 975      | 65,32       |
| Blancs et nuls | Blancs et nuls      | Blancs et nuls | 305          | 2,96         | 729         | 6,64        |
| Exprimés       | Exprimés            | Exprimés       | 9 986        | 97,04        | 10 246      | 93,36       |

*sortant

### Canton de Craonne
| Candidats      | Candidats           | Étiquette      | Premier tour | Premier tour | Second tour | Second tour |
| Candidats      | Candidats           | Étiquette      | Voix         | %            | Voix        | %           |
| -------------- | ------------------- | -------------- | ------------ | ------------ | ----------- | ----------- |
|                | Philippe Malpezzi*  | UMP            | 1 048        | 36,41        | 1 485       | 49,98       |
|                | Noël Genteur        | DVG            | 470          | 16,33        | 1 486       | 50,02       |
|                | Jean-Pierre Sebirot | PRG            | 437          | 15,18        |             |             |
|                | Thierry Raverdy     | DVD            | 335          | 11,64        |             |             |
|                | Jean-Jacques Poulet | FN             | 264          | 9,17         |             |             |
|                | Martine Boutantin   | DVD            | 261          | 9,07         |             |             |
|                | Rhadia Bahoum       | EXG            | 63           | 2,19         |             |             |
|                |                     |                |              |              |             |             |
| Inscrits       | Inscrits            | Inscrits       | 4 062        | 100,00       | 4 061       | 100,00      |
| Abstention     | Abstention          | Abstention     | 1 102        | 27,13        | 951         | 23,42       |
| Votants        | Votants             | Votants        | 2 960        | 72,87        | 3 110       | 76,58       |
| Blancs et nuls | Blancs et nuls      | Blancs et nuls | 82           | 2,77         | 139         | 4,47        |
| Exprimés       | Exprimés            | Exprimés       | 2 878        | 97,23        | 2 971       | 95,53       |

*sortant

### Canton de Fère-en-Tardenois
| Candidats      | Candidats               | Étiquette      | Premier tour | Premier tour | Second tour | Second tour |
| Candidats      | Candidats               | Étiquette      | Voix         | %            | Voix        | %           |
| -------------- | ----------------------- | -------------- | ------------ | ------------ | ----------- | ----------- |
|                | Nadine Roucelle         | FN             | 856          | 20,84        | 996         | 22,80       |
|                | Frédéric Martinaud      | DVG            | 839          | 20,43        | 1 619       | 37,07       |
|                | Isabelle Vasseur        | UMP            | 835          | 20,33        | 1 753       | 40,13       |
|                | Madeleine Gabriel       | DVD            | 589          | 14,34        |             |             |
|                | Jacques Hurmane*        | DVG            | 492          | 11,98        |             |             |
|                | Marie-Jeanne Potin      | Verts          | 250          | 6,09         |             |             |
|                | Sylvie Geret            | EXG            | 200          | 4,87         |             |             |
|                | François-Dominique Roux | DVD            | 46           | 1,12         |             |             |
|                |                         |                |              |              |             |             |
| Inscrits       | Inscrits                | Inscrits       | 6 301        | 100,00       | 6 300       | 100,00      |
| Abstention     | Abstention              | Abstention     | 2 044        | 32,44        | 1 813       | 28,78       |
| Votants        | Votants                 | Votants        | 4 257        | 67,56        | 4 487       | 71,22       |
| Blancs et nuls | Blancs et nuls          | Blancs et nuls | 150          | 3,52         | 119         | 2,65        |
| Exprimés       | Exprimés                | Exprimés       | 4 107        | 96,48        | 4 368       | 97,35       |

*sortant

### Canton de Laon-Nord
| Candidats      | Candidats           | Étiquette      | Premier tour | Premier tour |
| Candidats      | Candidats           | Étiquette      | Voix         | %            |
| -------------- | ------------------- | -------------- | ------------ | ------------ |
|                | Fawaz Karimet *     | PS             | 3 164        | 55,18        |
|                | Micheline Sara      | UMP            | 1 114        | 19,43        |
|                | Anne-Marie Fournier | FN             | 794          | 13,85        |
|                | Dominique Picqueur  | EXG            | 370          | 6,45         |
|                | Marc Marissal       | PCF            | 292          | 5,09         |
|                |                     |                |              |              |
| Inscrits       | Inscrits            | Inscrits       | 9 753        | 100,00       |
| Abstention     | Abstention          | Abstention     | 3 809        | 39,05        |
| Votants        | Votants             | Votants        | 5 944        | 60,95        |
| Blancs et nuls | Blancs et nuls      | Blancs et nuls | 210          | 3,53         |
| Exprimés       | Exprimés            | Exprimés       | 5 734        | 96,47        |

*sortant

### Canton de Marle
| Candidats      | Candidats          | Étiquette      | Premier tour | Premier tour |
| Candidats      | Candidats          | Étiquette      | Voix         | %            |
| -------------- | ------------------ | -------------- | ------------ | ------------ |
|                | Yves Daudigny*     | PS             | 2 294        | 59,14        |
|                | Francis Mennessier | UMP            | 593          | 15,29        |
|                | Alain Palvadeau    | FN             | 470          | 12,12        |
|                | Patrick Besse      | PCF            | 368          | 9,49         |
|                | Laure Augier       | EXG            | 154          | 3,97         |
|                |                    |                |              |              |
| Inscrits       | Inscrits           | Inscrits       | 5 265        | 100,00       |
| Abstention     | Abstention         | Abstention     | 1 246        | 23,67        |
| Votants        | Votants            | Votants        | 4 019        | 76,33        |
| Blancs et nuls | Blancs et nuls     | Blancs et nuls | 140          | 3,48         |
| Exprimés       | Exprimés           | Exprimés       | 3 879        | 96,52        |

*sortant

### Canton de Neufchâtel-sur-Aisne
| Candidats      | Candidats           | Étiquette      | Premier tour | Premier tour |
| Candidats      | Candidats           | Étiquette      | Voix         | %            |
| -------------- | ------------------- | -------------- | ------------ | ------------ |
|                | Philippe Timmerman* | DVD            | 2 121        | 50,13        |
|                | Daniel Charles      | PS             | 1 007        | 23,80        |
|                | Raynald Fièvet      | FN             | 780          | 18,44        |
|                | Marie-Pascale Clin  | EXG            | 323          | 7,63         |
|                |                     |                |              |              |
| Inscrits       | Inscrits            | Inscrits       | 6 803        | 100,00       |
| Abstention     | Abstention          | Abstention     | 2 394        | 35,19        |
| Votants        | Votants             | Votants        | 4 409        | 64,81        |
| Blancs et nuls | Blancs et nuls      | Blancs et nuls | 178          | 4,04         |
| Exprimés       | Exprimés            | Exprimés       | 4 231        | 95,96        |

*sortant

### Canton du Nouvion-en-Thiérache
| Candidats      | Candidats             | Étiquette      | Premier tour | Premier tour | Second tour | Second tour |
| Candidats      | Candidats             | Étiquette      | Voix         | %            | Voix        | %           |
| -------------- | --------------------- | -------------- | ------------ | ------------ | ----------- | ----------- |
|                | Thierry Thomas        | PS             | 1 019        | 32,55        | 1 480       | 44,38       |
|                | Guy Verin*            | UDF            | 985          | 31,46        | 1 342       | 40,24       |
|                | Noël Trochain         | DVG            | 554          | 17,69        | 513         | 15,38       |
|                | Pierre Chabot         | FN             | 458          | 14,63        |             |             |
|                | Marie-Salomé Drombois | EXG            | 115          | 3,67         |             |             |
|                |                       |                |              |              |             |             |
| Inscrits       | Inscrits              | Inscrits       | 4 922        | 100,00       | 4 916       | 100,00      |
| Abstention     | Abstention            | Abstention     | 1 608        | 32,67        | 1 416       | 28,80       |
| Votants        | Votants               | Votants        | 3 314        | 67,33        | 3 500       | 71,20       |
| Blancs et nuls | Blancs et nuls        | Blancs et nuls | 183          | 5,52         | 165         | 4,71        |
| Exprimés       | Exprimés              | Exprimés       | 3 131        | 94,48        | 3 335       | 95,29       |

*sortant

### Canton de Ribemont
| Candidats      | Candidats             | Étiquette      | Premier tour | Premier tour |
| Candidats      | Candidats             | Étiquette      | Voix         | %            |
| -------------- | --------------------- | -------------- | ------------ | ------------ |
|                | Michel Potelet*       | PS             | 2 515        | 61,36        |
|                | Jean-François Picquet | FN             | 652          | 15,91        |
|                | Daniel Wargnier       | ECO            | 339          | 8,27         |
|                | Jean-Marie Desmidts   | PCF            | 325          | 7,93         |
|                | Cécilia Matrat        | EXG            | 170          | 4,15         |
|                | Michel Aurigny        | EXG            | 98           | 2,39         |
|                |                       |                |              |              |
| Inscrits       | Inscrits              | Inscrits       | 6 345        | 100,00       |
| Abstention     | Abstention            | Abstention     | 2 060        | 32,47        |
| Votants        | Votants               | Votants        | 4 285        | 67,53        |
| Blancs et nuls | Blancs et nuls        | Blancs et nuls | 186          | 4,34         |
| Exprimés       | Exprimés              | Exprimés       | 4 099        | 95,66        |

*sortant

### Canton de Sains-Richaumont
| Candidats      | Candidats          | Étiquette      | Premier tour | Premier tour | Second tour | Second tour |
| Candidats      | Candidats          | Étiquette      | Voix         | %            | Voix        | %           |
| -------------- | ------------------ | -------------- | ------------ | ------------ | ----------- | ----------- |
|                | Jean-Marie Marecat | UMP            | 1 001        | 42,22        | 1 199       | 48,29       |
|                | Michel Lefevre     | PS             | 927          | 39,10        | 1 284       | 51,71       |
|                | André Rostan       | FN             | 333          | 14,04        |             |             |
|                | Jorris Dissaux     | EXG            | 110          | 4,64         |             |             |
|                |                    |                |              |              |             |             |
| Inscrits       | Inscrits           | Inscrits       | 3 374        | 100,00       | 3 374       | 100,00      |
| Abstention     | Abstention         | Abstention     | 883          | 26,17        | 771         | 22,85       |
| Votants        | Votants            | Votants        | 2 491        | 73,83        | 2 603       | 77,15       |
| Blancs et nuls | Blancs et nuls     | Blancs et nuls | 120          | 4,82         | 120         | 4,61        |
| Exprimés       | Exprimés           | Exprimés       | 2 371        | 95,18        | 2 483       | 95,39       |

### Canton de Saint-Quentin-Centre
| Candidats      | Candidats         | Étiquette      | Premier tour | Premier tour | Second tour | Second tour |
| Candidats      | Candidats         | Étiquette      | Voix         | %            | Voix        | %           |
| -------------- | ----------------- | -------------- | ------------ | ------------ | ----------- | ----------- |
|                | Colette Bleriot   | UMP            | 2 517        | 35,29        | 3 812       | 50,20       |
|                | Anne Ferreira*    | PS             | 2 150        | 30,14        | 3 781       | 49,80       |
|                | Marcel Lelong     | FN             | 1 206        | 16,91        |             |             |
|                | Jean-Luc Tournay  | PCF            | 506          | 7,09         |             |             |
|                | Daniel Huriez     | EXG            | 282          | 3,95         |             |             |
|                | Guillaume Doizy   | EXG            | 241          | 3,38         |             |             |
|                | Freddy Grzeziczak | DVG            | 231          | 3,24         |             |             |
|                |                   |                |              |              |             |             |
| Inscrits       | Inscrits          | Inscrits       | 12 293       | 100,00       | 12 293      | 100,00      |
| Abstention     | Abstention        | Abstention     | 4 824        | 39,24        | 4 248       | 34,56       |
| Votants        | Votants           | Votants        | 7 469        | 60,76        | 8 045       | 65,44       |
| Blancs et nuls | Blancs et nuls    | Blancs et nuls | 336          | 4,50         | 452         | 5,62        |
| Exprimés       | Exprimés          | Exprimés       | 7 133        | 95,50        | 7 593       | 94,38       |

*sortant

### Canton de Saint-Quentin-Nord
| Candidats      | Candidats          | Étiquette      | Premier tour | Premier tour | Second tour | Second tour |
| Candidats      | Candidats          | Étiquette      | Voix         | %            | Voix        | %           |
| -------------- | ------------------ | -------------- | ------------ | ------------ | ----------- | ----------- |
|                | Jérôme Lavrilleux* | UMP            | 3 661        | 38,46        | 4 599       | 43,88       |
|                | Emmanuel Mousset   | PS             | 2 168        | 22,77        | 4 207       | 40,14       |
|                | Jean-Pierre Hotier | FN             | 1 751        | 18,39        | 1 674       | 15,97       |
|                | Maria Le Meur      | PCF            | 875          | 9,19         |             |             |
|                | Franck Delattre    | Verts          | 536          | 5,63         |             |             |
|                | Anne Zanditenas    | EXG            | 294          | 3,09         |             |             |
|                | Francis Hachet     | EXG            | 235          | 2,47         |             |             |
|                |                    |                |              |              |             |             |
| Inscrits       | Inscrits           | Inscrits       | 15 952       | 100,00       | 15 954      | 100,00      |
| Abstention     | Abstention         | Abstention     | 6 077        | 38,10        | 5 187       | 32,51       |
| Votants        | Votants            | Votants        | 9 875        | 61,90        | 10 767      | 67,49       |
| Blancs et nuls | Blancs et nuls     | Blancs et nuls | 355          | 3,59         | 287         | 2,67        |
| Exprimés       | Exprimés           | Exprimés       | 9 520        | 96,41        | 10 480      | 97,33       |

*sortant

### Canton de Sissonne
| Candidats      | Candidats           | Étiquette      | Premier tour | Premier tour | Second tour | Second tour |
| Candidats      | Candidats           | Étiquette      | Voix         | %            | Voix        | %           |
| -------------- | ------------------- | -------------- | ------------ | ------------ | ----------- | ----------- |
|                | Pierre-Marie Lebée* | PS             | 1 994        | 41,33        | 3 080       | 67,65       |
|                | Claude Philippot    | DVG            | 745          | 15,44        | 1 473       | 32,35       |
|                | Alain Lorain        | DVD            | 517          | 10,72        |             |             |
|                | Guy Cens            | DVD            | 506          | 10,49        |             |             |
|                | Michel Saleck       | FN             | 459          | 9,51         |             |             |
|                | François Lesein     | UDF            | 400          | 8,29         |             |             |
|                | Jean-Loup Pernelle  | EXG            | 204          | 4,23         |             |             |
|                |                     |                |              |              |             |             |
| Inscrits       | Inscrits            | Inscrits       | 7 328        | 100,00       | 7 327       | 100,00      |
| Abstention     | Abstention          | Abstention     | 2 320        | 31,66        | 2 226       | 30,38       |
| Votants        | Votants             | Votants        | 5 008        | 68,34        | 5 101       | 69,62       |
| Blancs et nuls | Blancs et nuls      | Blancs et nuls | 183          | 3,65         | 548         | 10,74       |
| Exprimés       | Exprimés            | Exprimés       | 4 825        | 96,35        | 4 553       | 89,26       |

*sortant

### Canton de Vailly-sur-Aisne
| Candidats      | Candidats                | Étiquette      | Premier tour | Premier tour | Second tour | Second tour |
| Candidats      | Candidats                | Étiquette      | Voix         | %            | Voix        | %           |
| -------------- | ------------------------ | -------------- | ------------ | ------------ | ----------- | ----------- |
|                | Annick Venet*            | DVD            | 2 069        | 44,56        | 2 275       | 45,88       |
|                | Arnaud Battefort         | PS             | 1 158        | 24,94        | 1 945       | 39,22       |
|                | Marie-Antoinette Jacquet | FN             | 828          | 17,83        | 739         | 14,90       |
|                | Michel Debacq            | PCF            | 337          | 7,26         |             |             |
|                | Dominique Vitu           | DVG            | 251          | 5,41         |             |             |
|                |                          |                |              |              |             |             |
| Inscrits       | Inscrits                 | Inscrits       | 7 150        | 100,00       | 7 149       | 100,00      |
| Abstention     | Abstention               | Abstention     | 2 346        | 32,81        | 2 078       | 29,07       |
| Votants        | Votants                  | Votants        | 4 804        | 67,19        | 5 071       | 70,93       |
| Blancs et nuls | Blancs et nuls           | Blancs et nuls | 161          | 3,35         | 112         | 2,21        |
| Exprimés       | Exprimés                 | Exprimés       | 4 643        | 96,65        | 4 959       | 97,79       |

*sortant

### Canton de Vermand
| Candidats      | Candidats         | Étiquette      | Premier tour | Premier tour | Second tour | Second tour |
| Candidats      | Candidats         | Étiquette      | Voix         | %            | Voix        | %           |
| -------------- | ----------------- | -------------- | ------------ | ------------ | ----------- | ----------- |
|                | Thierry Lefevre * | DVG            | 2 312        | 48,85        | 2 830       | 56,80       |
|                | Roland Varlet     | UMP            | 1 088        | 22,99        | 1 352       | 27,14       |
|                | Jacques Lelong    | FN             | 835          | 17,64        | 800         | 16,06       |
|                | William Lesur     | PCF            | 226          | 4,77         |             |             |
|                | Laëtitia Voisin   | EXG            | 153          | 3,23         |             |             |
|                | Jean Le Mentec    | EXG            | 119          | 2,51         |             |             |
|                |                   |                |              |              |             |             |
| Inscrits       | Inscrits          | Inscrits       | 7 129        | 100,00       | 7 128       | 100,00      |
| Abstention     | Abstention        | Abstention     | 2 157        | 30,26        | 1 921       | 26,95       |
| Votants        | Votants           | Votants        | 4 972        | 69,74        | 5 207       | 73,05       |
| Blancs et nuls | Blancs et nuls    | Blancs et nuls | 239          | 4,81         | 225         | 4,32        |
| Exprimés       | Exprimés          | Exprimés       | 4 733        | 95,19        | 4 982       | 95,68       |

*sortant

### Canton de Vervins
| Candidats      | Candidats              | Étiquette      | Premier tour | Premier tour |
| Candidats      | Candidats              | Étiquette      | Voix         | %            |
| -------------- | ---------------------- | -------------- | ------------ | ------------ |
|                | Jean-Pierre Balligand* | PS             | 2 278        | 54,48        |
|                | Laurent Marlot         | UMP            | 1 046        | 25,02        |
|                | Benoît Martin          | FN             | 532          | 12,72        |
|                | Christophe Lejeune     | EXG            | 160          | 3,83         |
|                | Bernard Ometak         | ECO            | 93           | 2,22         |
|                | Florence Vilaire       | EXG            | 72           | 1,72         |
|                |                        |                |              |              |
| Inscrits       | Inscrits               | Inscrits       | 6 194        | 100,00       |
| Abstention     | Abstention             | Abstention     | 1 841        | 29,72        |
| Votants        | Votants                | Votants        | 4 353        | 70,28        |
| Blancs et nuls | Blancs et nuls         | Blancs et nuls | 172          | 3,95         |
| Exprimés       | Exprimés               | Exprimés       | 4 181        | 96,05        |

*sortant

### Canton de Vic-sur-Aisne
| Candidats      | Candidats              | Étiquette      | Premier tour | Premier tour | Second tour | Second tour |
| Candidats      | Candidats              | Étiquette      | Voix         | %            | Voix        | %           |
| -------------- | ---------------------- | -------------- | ------------ | ------------ | ----------- | ----------- |
|                | Raymond Guehenneux*    | PS             | 2 193        | 44,86        | 2 613       | 50,25       |
|                | Nathalie Fauvergue     | FN             | 1 198        | 24,50        | 1 229       | 23,63       |
|                | Pierre-Étienne Lagarde | UMP            | 1 138        | 23,28        | 1 358       | 26,12       |
|                | Janny Sonnier          | EXG            | 360          | 7,36         |             |             |
|                |                        |                |              |              |             |             |
| Inscrits       | Inscrits               | Inscrits       | 7 671        | 100,00       | 7 671       | 100,00      |
| Abstention     | Abstention             | Abstention     | 2 559        | 33,36        | 2 302       | 30,01       |
| Votants        | Votants                | Votants        | 5 112        | 66,64        | 5 369       | 69,99       |
| Blancs et nuls | Blancs et nuls         | Blancs et nuls | 223          | 4,36         | 169         | 3,15        |
| Exprimés       | Exprimés               | Exprimés       | 4 889        | 95,64        | 5 200       | 96,85       |

*sortant